# Ariano Ferrarese
Ariano Ferrarese (Arian Frarés in dialetto ferrarese, spesso abbreviato in Arianin) è una frazione di Mesola di 914 abitanti della provincia di Ferrara in Emilia-Romagna.

## Geografia fisica

### Territorio
La frazione di Ariano Ferrarese dista 12,76 chilometri dal medesimo comune di Mesola cui essa appartiene. Del comune di Mesola fanno parte anche le frazioni di Alberazzo (4,26 km), Bosco Mesola (4,82 km), Fondo (2,72 km), Italba (8,51 km), Massenzatica (6,32 km), Monticelli (4,60 km), Ponte Trapella (7,23 km), Ribaldesa (3,37 km), Santa Giustina (4,72 km), Zeffo Rovere (3,63 km).
La frazione di Ariano Ferrarese sorge a 2 metri sul livello del mare.
Nella frazione di Ariano Ferrarese risiedono 981 abitanti.

### Clima
La stazione meteorologica più vicina è quella di Codigoro.
In base alla media trentennale di riferimento 1961-1990, la temperatura media del mese più freddo, gennaio, si attesta a +2,1 °C; quella del mese più caldo, luglio, è di +23,5 °C.
- Classificazione climatica: zona E, 2269 GR/G

## Monumenti e luoghi d'interesse

### Architetture religiose
- Chiesa di San Lorenzo

### Architetture civili
- Palazzo ottagonale